# Harpinia emeryi
Harpinia emeryi är en kräftdjursart. Harpinia emeryi ingår i släktet Harpinia och familjen Phoxocephalidae. Inga underarter finns listade i Catalogue of Life.